# Aflao
Aflao är en ort i Ghana.   Den ligger i regionen Voltaregionen, i den sydöstra delen av landet, 170 km öster om huvudstaden Accra. Aflao ligger 9 meter över havet och antalet invånare är 66 546.
Terrängen runt Aflao är mycket platt. Havet är nära Aflao åt sydost.  Det finns inga andra samhällen i närheten. 